# Sfida per Bencolin
Sfida per Bencolin (Castle Skull) è un romanzo giallo dello scrittore statunitense John Dickson Carr. Pubblicato nel 1931, è il terzo romanzo della serie che ha per protagonista l'investigatore francese Henri Bencolin, preceduto da Il mostro del plenilunio (It Walks by Night) del 1930 e da L'arte di uccidere (The Lost Gallows) del 1931, e seguito da  L'ultima carta (The Corpse in the Waxworks), pubblicato nel 1932, e Quattro armi false (Four False Weapons) del 1937.
Castle Skull è stato tradotto in tedesco, italiano, russo, francese, cinese, giapponese e coreano.

## Trama
Myron Alison è un attore teatrale molto famoso e le sue numerose conquiste amorose sono di dominio pubblico. Così quando una notte muore arso vivo, e per di più con tre pallottole in petto, la notizia suscita enorme scalpore. L'ultimo atto della vita di Myron Alison si svolge in lugubre castello a forma di teschio sulle rive del fiume Reno (lo Schloss Schadel—Castle Skull che dà il titolo al romanzo).
Il maniero era stato acquistato nel 1912 da un illusionista di nome Maleger, noto al pubblico per le sue esibizioni teatrali particolarmente lugubri e spaventose. Una volta entrato in possesso del castello, Maleger lo aveva fatto riedificare trasformandolo in una dimora cupa e gravata di mistero, in piena sintonia con il tono dei suoi spettacoli.
Una notte di circa venti anni dopo, Myron Alison, uno dei pochissimi amici dell'illusionista, corre disperatamente lungo i bastioni di Castle Skull: qualcuno gli ha sparato tre colpi di arma da fuoco, poi, accortosi che era ancora vivo, lo ha cosparso di una sostanza infiammabile appiccandovi il fuoco.
Così quando il ricchissimo finanziere belga Jerome D'Aunay, ultimo fedele amico di Maleger, si assicura i servigi di Bencolin questi è chiamato a risolvere un rebus molto intricato. Sarà infatti solo dopo aver seguito le tracce di un vecchio paio di scarpe infangate, di un amore illecito e di un cadavere incatenato, che Henri Bencolin riuscirà a far luce sul caso e tirare il sipario su uno dei più terrificanti delitti della sua carriera.

## Edizioni in italiano
- John Dickson Carr, Sfida per Bencolin, traduzione di Laura Grimaldi, Mondadori, Verona-Milano 1956